# كايلي ستون
كايلي ستون هي لاعبة جمباز فني كندية، ولدت في 16 مايو 1987.

## وصلات خارجية
- كايلي ستون على موقع الاتحاد الدولي للجمباز (biography) (الإنجليزية)
- كايلي ستون على موقع أوليمبيديا (الإنجليزية)
- كايلي ستون على موقع اللجنة الأولمبية الكندية (الإنجليزية)
- كايلي ستون على موقع اتحاد ألعاب الكومنولث (مؤرشف) (الإنجليزية)